# Ready for Boarding
Ready for Boarding ist das erste Livealbum der deutschen Heavy-Metal-Band Running Wild.

## Entstehung
Running Wild hatten 1987 das Album „Under Jolly Roger“ veröffentlicht, das trotz mittelmäßiger bis schlechter Kritiken in guten Stückzahlen verkauft wurde. Nach einer ersten Tournee im April 1987 unternahm die Band daher im Herbst eine zweite, auf welcher Running Wild zusammen mit der britischen Band Satan Konzerte in Deutschland, Österreich, der Schweiz und dem damals noch zum Ostblock gehörenden Ungarn spielten. Zwischenzeitlich hatte sich die Band umbesetzt, und die Rhythmusgruppe Stephan Boriss/Wolfgang „Hasche“ Hagemann wurde durch das Duo Jens Becker/Stefan Schwarzmann ersetzt.
Das Livealbum wurde am 9. und 10. November 1987 in München mitgeschnitten, als die Band dort an zwei aufeinanderfolgenden Abenden spielte. Vom Namen der Tournee, „Ready for Boarding“, leitet sich auch der Name des Albums ab. Im Kontext des damaligen „Piraten“-Images der Band lässt sich der Titel mit „Bereit zum Kapern“ übersetzen.
Auf dem Album sind ausschließlich Lieder der ersten drei Alben „Gates to Purgatory“, „Branded and Exiled“ und „Under Jolly Roger“ enthalten. Zusätzlich gespielt wurde das Lied „Purgatory“, das sich auf keiner Studioveröffentlichung der Band findet, aber auch Jahre später noch zum festen Liveprogramm zählte. In der Ansage zum Lied widmet Sänger und Rhythmusgitarrist Rock ’n’ Rolf alias Rolf Kasparek das Lied der Parents Music Resource Center (PMRC), das zu dieser Zeit in den USA mit Kontrollmaßnahmen gegen als anstößig empfundene Medien Schlagzeilen machte. Ebenfalls kein Studiotrack ist das mit „The Hymn of Long John Silver“ betitelte Intro.
Das Album wurde am 22. Februar 1988 über Noise Records auf CD und LP veröffentlicht. Später erschien eine erweiterte Version mit neun zusätzlichen Aufnahmen von einem Konzert in Düsseldorf 1989. Eine Remaster-Version der erweiterten Ausgabe wurde 2022 unter anderem auch als Vinyl-Doppel-LP veröffentlicht und brachte das Album erstmals die Charts (Platz 54 in Deutschland).
Erst 2002 erschien mit „Live“ ein weiteres Livealbum, 1990 wurde aber ein Mitschnitt von der Tournee zu „Death or Glory“ auf Video veröffentlicht.

## Titelliste
1. Hymn of Long John Silver – 2:36
2. Under Jolly Roger – 4:16
3. Genghis Khan – 4:14
4. Raise your Fist – 5:15
5. Purgatory – 5:35
6. Mordor – 4:24
7. Diabolic Force – 4:38
8. Raw Ride – 4:38
9. Adrian (S.O.S.) – 2:35
10. Prisoner of our Time – 5:42

Herkunft der Lieder:
- „Gates to Purgatory“ (1984): „Genghis Khan“, „Diabolic Force“, „Adrian (S.O.S.)“, „Prisoner of our Time“
- „Branded and Exiled“ (1985): „Mordor“
- „Under Jolly Roger“ (1987): „Under Jolly Roger“, „Raise your Fist“, „Raw Ride“

## Kritik und Rezeption
Unmittelbar nach der Veröffentlichung erhielt „Ready for Boarding“ gute Kritiken. Nach der als enttäuschend empfundenen „Under Jolly Roger“-LP waren zwar Kritiker skeptisch, aber z. B. zeigte sich Wolfgang Schäfer im Rock Hard überrascht. Er lobte in seiner Rezension die Soundqualität und sah in „Purgatory“ Indizien für eine Besserung der Lage:

„Interessant auch die Songauswahl, die einen repräsentativen Querschnitt durch alle bisher erschienenen Werke bildet und somit recht gelungen ist, was bei Live-LPs ja nicht immer der Fall ist. Mit „Purgatory“ ist sogar ein Track vertreten, der bisher unveröffentlicht war. Das alles rechtfertigt dann auch eine [Benotung von] 8,5, die ich außerdem in der Hoffnung vergebe, daß allen Running Wild-Gegnern [...] mal etwas der Wind aus den Segeln genommen wird.“